# Contrebia Carbica

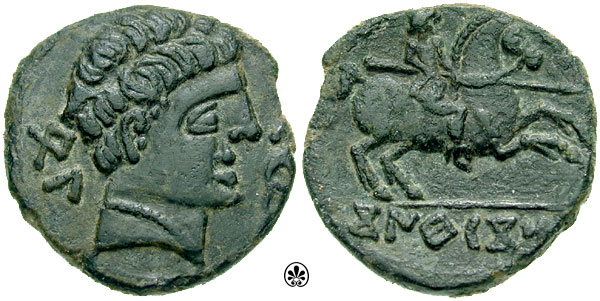
As découvert à Contrebia Carbica datant de 133 av. J.-C. où l'avers représente une tête d'homme et des lettres derrière sa tête ; et le revers un cavalier tenant sa lance.

Contrebia Carbica (appelée aussi Contrebia Karbica ou Kontrebia Karbica) est le nom donné à une ville d'origine celtibère dont l'histoire remonte à l'Âge du fer. Ses ruines n'ont jusqu'à aujourd'hui pas été préservées dans de bonnes conditions, car elles sont très fragmentées et limitées.

## Localisation
Le site se nomme Fosos de Bayona, près de la rivière Cigüela et se situe dans Villas Viejas, un lieu proche de Huete, dans la province de Cuenca (Espagne). Cette localisation actuelle est l'emplacement le plus répandu, car d'autres auteurs l'identifient avec Munda ou même avec Segóbriga. Contrebia Carbica se situe sur la route qui relie Carthago Nova (Carthagène) à Complutum (Alcalá de Henares).

## LesContrebia
Le toponyme « contrebia » a parfois semé une confusion parmi les chercheurs, car il peut s'appliquer à différentes localités. Parmi les peuples celtes de la péninsule ibérique, nous trouvons trois « contrebia », qui maintiennent les mêmes droits parmi tous les peuples de l'union. Tite-Live mentionne plusieurs fois indistinctement une population importante comme oppidum, urbs ou dans une moindre mesure civitas. Les trois grands oppida composés par le toponyme contrebia sont :
- Contrebia Belaisca, dans la province de Saragosse, où ont été découverts les plaques de Botorrita;
- Contrebia Leucade, dans la communauté autonome de La Rioja;
- Contrebia Carbica, dans la province de Cuenca.

À Contrebia Belaisca et Contrebia Carbica, les toponymes font référence aux ethnies qui composent les contrebias, c'est-à-dire les Belli et les Carpétans.

## Vestiges et découvertes
Les populations carpétanes sont étonnamment importantes en nombre par rapport à la taille des autres aires, alors que sa structure interne est encore inconnue. Ainsi Complutum, est un oppidum qui a pu dépasser le 70 hectares. La taille de Contrebia Carbica et de Toletum peut également surprendre, car elle oscille entre 33 et 50 hectares, ce qui confirme la grande étendue des plus grands centres, alors que les oppida plus petits ont une taille aux alentours de 15 hectares.
Contrebia Carbica est un oppidum de 33 hectares défendu dans tout son périmètre par une muraille et un fossé. À partir des matériaux exhumés, on suppose qu'ils appartiennent à l'époque de la Protohistoire.
Il existe un rapport de 1868 sur deux tessères d'hospitalité et de monnaies originaires de Contrebia Carbica qui ont été donnés à l'Académie royale d'Histoire d'Espagne. Des matrices de bronze fondu ont également été retrouvées et qui peuvent se rattacher à la fabrication de bijoux et d'une vaisselle de luxe, ce qui laisse à penser qu'il existait au moins un atelier d'orfèvrerie dans la ville. Ce type de découvertes est peu commun en Espagne, avec notamment la découverte d'un parangon dans La tumba del orfebre de la nécropole ibérique de Cabezo Lucero (Alicante). Les informations actuelles sur des ateliers d'orfèvre à l'époque de l'Âge du fer sont peu abondantes.

## Annexe

#### Fonds antique
- Tite-Live, Histoire de Rome depuis sa fondation [« Ab Urbe condita libri »]

#### Ouvrages
- (es) P. Beltrán Villagrasa, La cronología del poblado ibérico del Cabezo de Alcalá (Azaila), Saragosse, 1972
- (es) A. Lorrio Alvarado, Los celtíberos: Celtas y Vettones, Ed. Diputación Provincial de Ávila, 2001 (lire en ligne)
- (es) Alberto J. Lorrio Alvarado et María Dolores Sánchez de Prado, Elementos de un taller de orfebre en Contrebia Carbica (Villas Viejas, Cuenca), 2000-2001
- (es) F. Pina Polo et J. A. Pérez Casas, El opidum Castra Aelia y las campañas de Sertorious en los años 77-76 a. C., JRA 11, 1998.

#### Articles
- (es) Juan Manuel Abascal et Pere Pau Ripollès Alegre (es), « Las monedas de Konterbia Karbika », Homenaje a Llobregat,‎ 2000, p. 13-76 (lire en ligne, consulté le 5 août 2024).
- (es) Martín Almagro Gorbea et E. Dávila, « El área supeficial de los oppida en la Hispania céltica », Complutum, no 6,‎ 1995.
- (es) José María Blázquez Martínez, « Los vascos y sus vecinos en las fuentes literarias griegas y romanas de la Antigüeda : IV Symposium de Prehistoria Peninsular (Pamplona, 1966) », Institución Príncipe de Viana, Pamplune,‎ 1966, p. 177-205 (descargas.cervantesvirtual.com/servlet/SirveObras/antig/12691632124594839432435/018222.pdf?incr=1, consulté le 26 février 2017).
- (es) R. Gras, P. Mena et F. Velasco, « La ciudad de Fosos de Bayona (Cuenca). Inicios de la Romanización », Revista de Arqueología, no 36,‎ 1984, p. 48-57.
- (es) P. Mena, F. Velasco et R. Gras, « La ciudad de Fosos de Bayona (Huete, Cuenca): Datos de las dos últimas campañas de excavación », Congreso de Historia de Castilla-La Mancha (Ciudad Real 1985),‎ 1988, p. 183-190.